# 出三藏记集
《出三藏記集》，南朝梁代僧祐撰，又稱《僧祐錄》、《祐錄》，是現存最早的完整佛教經錄。成書於510年代（天監年間）。

## 作者生平
釋僧祐，本姓俞。僧祐兒時到建初寺禮佛，開心雀躍，十分喜愛佛道，以致不肯歸家。到十四歲時，因家人為他秘密求訪婚姻，被僧祐知曉後，他逃避到定林寺，師從法達法師。後從事法穎，兩人均是律學大家，僧祐竭盡思慮努力研求，從而對律部達到非常精通的程度，以致超過了先哲。永明年間，朝廷勒令僧祐入吳在五眾中試選僧尼，并宣講《十誦律》，尤其是講清受戒之法。他將所獲得的施捨全部用於定林、建初寺，或修繕其他廟宇。他造立經藏，搜集、整理經卷，使得到處廣開佛寺，佛法弘揚。
梁天監十七年五月二十六日，僧祐在建初寺去世，享年七十四歲。僧祐搜集經藏，摘取重要的事跡撰為《三藏記》、《法苑記》、《弘明集》等，都流行於世。

## 歷史沿革
僧祐於天監年間，借為定林寺、建初寺造立经藏写一切经的因缘，在道安《總理眾經目錄》的基础上，旁考诸目，“订正经译”，撰成《出三藏记集》。
僧祐編纂此書的用意在对佛經翻译進行“沿波讨源”，所以他将全書分作四个部分：一、《撰缘记》，二、《诠名录》，三、《总经序》，四、《述列传》。这些如僧祐的自序所说：“缘记撰，则原始之本克昭；名录诠，则年代之目不坠；经序总，则胜集之时足征；列传述，则伊人之风可见”。
《出三藏記集》不僅在經錄史上具有極高的地位和價值，在目錄學上也佔有很高的地位，它對後世的影響非常深遠。
劉勰長期在定林寺整理經藏，有人懷疑《出三藏記集》一書，出劉勰之手，或者“當是劉勰得意之筆，爲僧祐之序潤色或捉刀之際，自然流出。”。饒宗頤在〈《文心雕龍》與佛教〉說：“《出三藏記集》，凡分十五卷，題僧祐名，可能出勰之手。其中不少論文，可視為劉氏所作，或至少可代表他的意見，不妨取與《文心雕龍》比較研究。”牟世金指出《出三藏記集》卷十二〈釋僧祐法集總目錄序〉“短力共尺波爭馳，淺識與寸陰競晷”，與〈麗辭〉篇“麗句與深采並流，偶意共逸韻俱發”非常神似。日本學者興膳宏例舉《文心雕龙》與《出三藏記集》的相似處。

## 評價與影響
《開元錄》卷十，敘列古今諸家目錄，隋以前有二十七部。此中惟梁僧祐之《出三藏記集》現存。余均佚失。對於這本書的評價，歷代以來，推崇備至。獲得後世經錄學家的盛讚，認為僧祐所撰三藏記錄，條例可觀。
本書撰成后不久，僧紹編《華林佛典眾經目錄》，依此目分四色，加以增減，可以得知，在當時此目已被重用。《出三藏記集》的代錄，是在道安基礎上發展出依時代記譯人、記譯經的重要方法。代錄這一經錄組織方法，為後世的經錄學家所繼承。長房錄、道宣錄、智昇錄都是以代錄為主題進一步發展；佛典目錄在目錄學上獨樹一幟，與僧祐錄這方面的作用是分不開的。